# Munuza
Munuza Utaman Abu Nâsar (auch Munuza, Mounour, Uthman ibn Naissa), ein legendärer gebürtiger Berber, war ab etwa 714 ein Gouverneur in arabisch besetzten al-Andalus und um 730/31 in der Cerdagne. Als Rebell gegen seine arabische Herren verbündete er sich mit dem Herzog von Aquitanien, Eudo, und wurde von ihnen als Verräter gestürzt. Aufgrund der unklaren Quellenlage auf beiden Seiten und der späteren mythischen Verarbeitung, bspw. in der 883 vollendeten Crónica Albeldense, bleiben die historischen Aussagen unsicher. Möglicherweise geht es sogar um verschiedene Personen.

## Leben
Im Zuge der arabischen Expansion auf die iberische Halbinsel ab 711 nahm Munuza als Gefährte von Tariq an der Eroberung des Westgotenreichs teil. Munuza zog zum nördlichen Hauptort Astorga und stieg zum Gouverneur in Asturien auf. Mit dem Gefolgsmann Pelayo von Asturien zerstritt er sich, angeblich nahm er sich gewaltsam dessen Schwester Ermesinda (zur Frau?). Im Jahr 722 lenkte Munuza über einen General die arabischen Truppen in der Schlacht von Covadonga gegen Pelayo. Wegen des christlichen Erfolgs gilt sie als der Beginn der Reconquista. Nach einigen Berichten wurde Munuza dabei getötet.
Wenn es dieselbe Person ist, verlagerte die (von der arabischen Seite als gering eingestufte) Niederlage wohl seinen Einsatzort. 730 befahl er die Truppen in der katalanischen Cerdagne in der Nähe der Pyrenäen, er wählte Llívia als Regierungssitz. Als im Maghreb Streitigkeiten zwischen Arabern und Berbern aufkamen und vor Ort Streit um die Verteilung der Raubbeute entstand, trat er auf die Seite der Berber und schloss einen Vertrag mit Eudo, dem christlichen Herzog von Aquitanien. Dieser wollte sich gegen Karl Martell absichern, der ihn von Norden bedrohte. In der Folge weigerte Munuza sich, Christen anzugreifen und die Raubzüge nördlich der Pyrenäen fortzusetzen, wie Abd ar-Rahman es verlangte. Er ließ aber (731) Nambaudus, den Bischof von Urgell hinrichten, weil er sich immer noch den Anweisungen der von Toledo gesteuerten Kirche unterstellte. Eudo gab Munuza seine Tochter zur Frau (zugeschriebener Name Lampegia, Ménine oder Numérance). Abd ar-Rahman setzte seinen Militärführer Gedhi-Ben Zehan gegen Llívia in Marsch. Beim Versuch sich nach Aquitanien zu retten oder sein Land zu verteidigen, starb Munuza. Er soll sich auf der Flucht gestellt von einem Felsen gestürzt haben. Sein Kopf wurde angeblich Abd ar-Rahman zugesandt, die christliche Ehefrau nach Damaskus geschafft und dem Kalifen übergeben.

## Nachleben

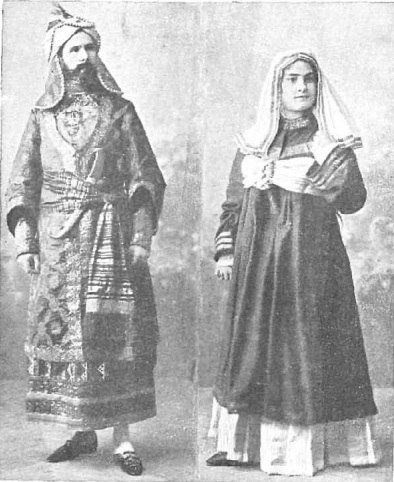
Nachleben um 1900 in einer spanischen Theatervorstellung: Munuza und Gattin

Die Person Munuza diente als Projektionsfläche für dichterische Phantasien. So beschreibt die Crónica Albeldense im Auftrag des Königs von Asturien Alfons III. die Kämpfe des Pelayo verherrlichend als Teil der christlichen Gegenwehr gegen die Muslime.

## Einzelbelege
1. ↑  José Antonio Conde: Histoire de la domination des Arabes et des Maures en Espagne, Madrid, 1820–1821, vol. 1, S. 136

| Personendaten    | Personendaten                      |
| ---------------- | ---------------------------------- |
| NAME             | Munuza                             |
| ALTERNATIVNAMEN  | Munuza Utaman Abu Nâsar            |
| KURZBESCHREIBUNG | Gouverneur in der Cerdagne         |
| GEBURTSDATUM     | 7. Jahrhundert oder 8. Jahrhundert |
| STERBEDATUM      | 731                                |